# Moldaumast
De Moldaumast is een Nederlands type hoogspanningsmast. 
Het is een vakwerkmast van staal.
De mast heeft drie traverses.
De geleiders worden opgehangen in tonconfiguratie, met V-vormige ophanging.
De mast is in 2025 door TenneT gekozen als standaardmast voor nieuw te bouwen 220kV- en 380kV-verbindingen, als opvolger van de Wintrack.
De eerste Moldaumast komt in mei 2025 bij Tilburg te staan.
In de tien jaar daarna worden er ongeveer duizend van de nieuwe masten geplaatst. 
De Moldaumast is oorspronkelijk in opdracht van TenneT ontworpen voor de verbinding Zuidwest-380 Oost, het traject dat Rilland met Tilburg verbindt. 
Oorspronkelijk zou dit traject gemaakt worden met Wintrackmasten. 
Die keuze is opnieuw bezien en in 2020 viel het besluit om een nieuw te ontwerpen vakwerkmast te gebruiken.

## Traject Rilland-Tilburg
Op het traject komen 193 masten te staan. De eerste masten moeten in 2025 klaar zijn. Er zijn 33 verschillende uitvoeringen, waaronder steunmasten, eindmasten, hoekmasten, wisselmasten, en overkruisingsmasten.

## Ontwerp
Een belangrijk ontwerpcriterium is de breedte van de magneetveldzone; die moet niet groter zijn dan die van een Wintrack. De volgende punten speelden ook een rol bij vormgeving en inpassing van de nieuwe mast:
- eenduidigheid in mastvormen en mastposities
- mastvorm die past binnen het landschap
- één oplossing voor het hele traject
- te combineren met bestaande verbindingen

## Uitvoeringen
De mast heeft drie traverses. De geleiders worden opgehangen in een tonconfiguratie. Er zijn vier basis-uitvoeringen: 
- "380/150 kV combimast" als steunmast en als hoekmast. Draagt twee 150 kV-circuits het dichtst bij de mast, en twee 380 kV-circuits aan de buitenzijden.
- "380 kV solomast" als steunmast en als hoekmast. Draagt enkel twee 380 kV-circuits.

Omdat de draden zo dicht mogelijk bij de mast moeten hangen, worden ze aan V-vormige isolatorkettingen opgehangen. 
Daardoor worden zijdelingse bewegingen zo goed mogelijk beperkt.
De veldlengte (afstand tussen de masten) is 350 meter (tot maximaal 450 meter).

## Vergeleken met Wintrack
Redenen waarom de Moldaumast is gekozen en niet de Wintrack:
- De breedte van de magneetveldzone is niet groter dan bij Wintracks. Daarmee is het grootste voordeel van Wintracks verdwenen.
- De lijn loopt deels langs bestaande lijnen van vakwerkmasten. Wintracks zien er totaal anders uit.
- Ruimtebeslag is lager
- Opbouw kan met lichter materieel
- De Wintrack is duurder.
- Er is een minder zware fundering nodig, waarvoor in de meeste gevallen geen ontgraving nodig is. De "roering in de bodem" van een Moldaumast is kleiner (bij hoekmasten en verhoogde steunmasten) tot zeer veel kleiner dan bij de Wintrack. De reden is dat Wintracks op grote betonnen voeten staan, en Moldaumasten op heipalen.
- Een Moldaumast is 53 tot 57 meter hoog, ongeveer zes meter lager dan een Wintrack. De mast is iets breder dan een Wintrack.
- Wat betreft draadslachtoffers wordt de Moldaumast enigszins positief beoordeeld ten opzichte van de Wintrack.

Draadslachtoffers - Driefasespanning - Dwarsregeltransformator - Elektriciteitscentrale - Hoogspanningsleiding - Hoogspanningsnet - Kortsluitingen in hoog- en laagspanningsnetten - Netbeheerder - Onderstation - Scheidingsschakelaar - Vermogenschakelaar - Vermogenstransformatorwikkeling - Vermogenstransformator